# Reaumuria hirtella
Reaumuria hirtella är en tamariskväxtart som beskrevs av Hippolyte François Jaubert och Sp. Reaumuria hirtella ingår i släktet Reaumuria och familjen tamariskväxter. Inga underarter finns listade.

## Bildgalleri

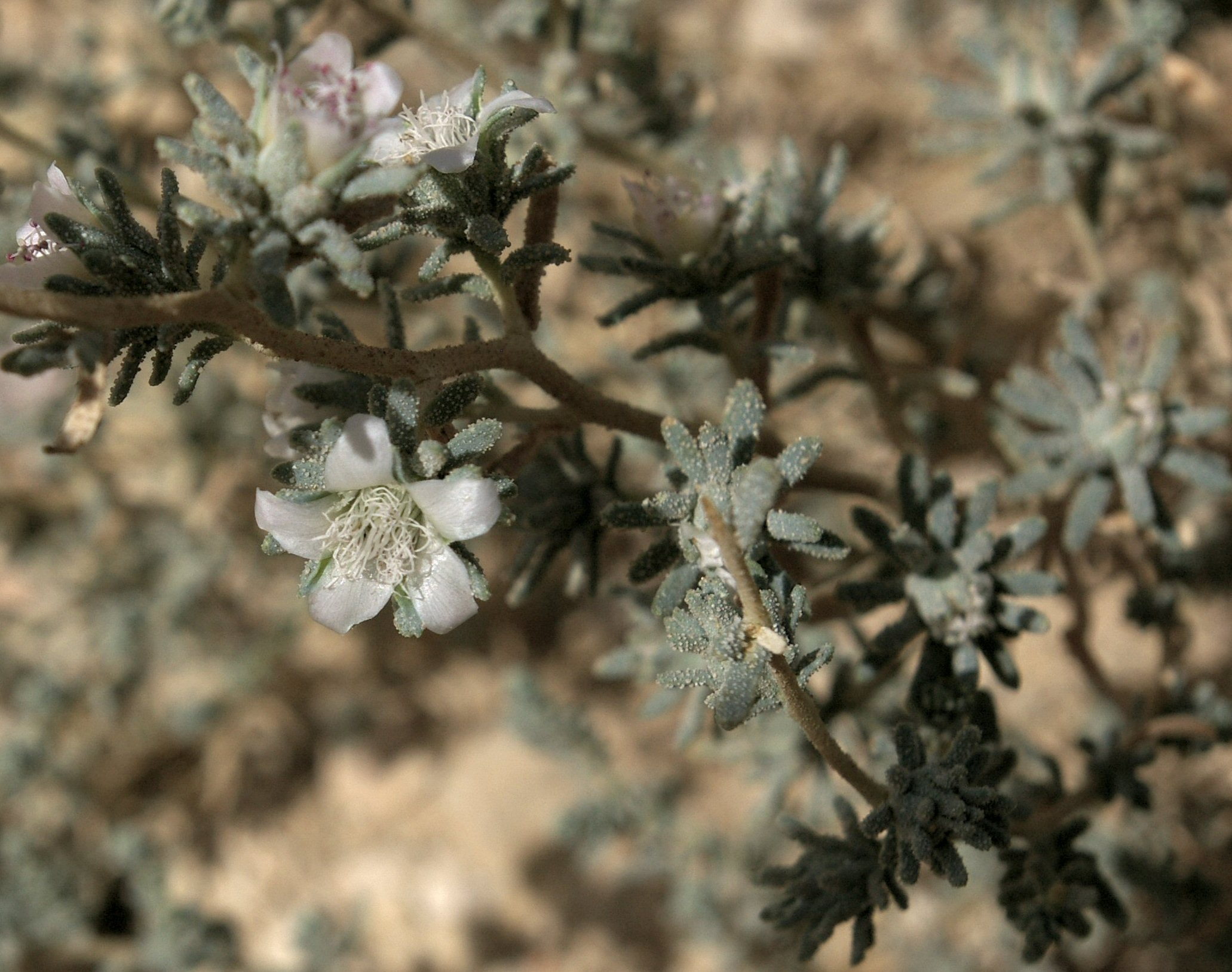